# كيت لامب
كيت لامب (بالإنجليزية: Kate Lamb)‏ هي ممثلة بريطانية، ولدت في 18 يناير 1988 في كارديف في المملكة المتحدة.

## وصلات خارجية
- كيت لامب على موقع IMDb (الإنجليزية)